# 장기중학교 (경북)
장기중학교(長耭中學校)는 대한민국 경상북도 포항시 남구 장기면 임중리에 있는 사립 중학교이다.

## 학교 연혁
- 1949년 8월 28일 : 장기고등공민학교 설립인가
- 1949년 9월 15일 : 교장 서정건 선생 취임
- 1949년 9월 15일 : 장기고등공민학교 개교
- 1950년 6월 2일 : 제1교사 2교실 완공 이전
- 1953년 2월 18일 : 장기중학교 승격
- 1964년 6월 4일 : 학교법인 장기학원으로 설립 변경
- 1979년 2월 16일 : 학칙변경 18학급 인가
- 2000년 8월 20일 : 다목적교실 준공
- 2013년 3월 4일 : 경상북도교육청 전원학교 지정(2년)
- 2022년 3월 1일 : 경상북도교육청 두드림 학교
- 2022년 9월 15일 : 교장 이흥택 선생 취임
- 2023년 4월 24일 : 제5대 서창수 이사장 취임
- 2024년 1월 5일 : 제72회 졸업{졸업생 누계 9,542명}

## 참고 자료
- 장기중학교 - 한국교육학술정보원 학교알리미

## 이 학교 소속의 편집자
- 2024/10/26 17:41:42 - 권찬 (CiervilloKR)